# Tyler Graovac
Tyler Graovac, född 27 april 1993, är en kanadensisk professionell ishockeyforward som spelar för Vancouver Canucks i NHL.
Han har tidigare spela på NHL-nivå för Calgary Flames, Washington Capitals och Minnesota Wild och på lägre nivåer för Stockton Heat, Hershey Bears och Iowa Wild i  AHL och Ottawa 67's och Belleville Bulls i OHL.
Graovac draftades i sjunde rundan i 2011 års draft av Minnesota Wild som 191:a spelaren totalt.
Den 1 juli 2018 skrev han på ett ettårskontrakt värt 650 000 dollar med Calgary Flames.
Ett år senare, den 1 juli 2019, skrev han på ett ettårskontrakt med Vancouver Canucks.

## Statistik
| 2008–2009  | Mississauga Reps    | GTHL       | 26  | 13 | 18 | 31  | 12  | —  | —  | —  | —  | —  |
| 2009–2010  | Ottawa 67's         | OHL        | 52  | 2  | 7  | 9   | 17  | 12 | 0  | 0  | 0  | 2  |
| 2010–2011  | Ottawa 67's         | OHL        | 66  | 10 | 11 | 21  | 10  | —  | —  | —  | —  | —  |
| 2011–2012  | Ottawa 67's         | OHL        | 50  | 8  | 19 | 27  | 31  | 18 | 4  | 6  | 10 | 12 |
| 2012–2013  | Ottawa 67's         | OHL        | 30  | 21 | 14 | 35  | 8   | —  | —  | —  | —  | —  |
|            | Belleville Bulls    | OHL        | 30  | 17 | 21 | 38  | 10  | 15 | 6  | 16 | 22 | 17 |
| 2013–2014  | Iowa Wild           | AHL        | 64  | 13 | 12 | 25  | 29  | —  | —  | —  | —  | —  |
| 2014–2015  | Minnesota Wild      | NHL        | 3   | 0  | 0  | 0   | 0   | —  | —  | —  | —  | —  |
|            | Iowa Wild           | AHL        | 73  | 21 | 25 | 46  | 26  | —  | —  | —  | —  | —  |
| 2015–2016  | Minnesota Wild      | NHL        | 2   | 0  | 0  | 0   | 0   | —  | —  | —  | —  | —  |
|            | Iowa Wild           | AHL        | 39  | 5  | 11 | 16  | 20  | —  | —  | —  | —  | —  |
| 2016–2017  | Minnesota Wild      | NHL        | 52  | 7  | 2  | 9   | 10  | —  | —  | —  | —  | —  |
|            | Iowa Wild           | AHL        | 26  | 10 | 5  | 15  | 15  | —  | —  | —  | —  | —  |
| 2017–2018  | Washington Capitals | NHL        | 5   | 0  | 0  | 0   | 2   | —  | —  | —  | —  | —  |
|            | Hershey Bears       | AHL        | 53  | 12 | 17 | 29  | 12  | —  | —  | —  | —  | —  |
| 2018–2019  | Stockton Heat       | AHL        | 65  | 24 | 26 | 50  | 37  | —  | —  | —  | —  | —  |
| 2019–2020  | Vancouver Canucks   | NHL        | 8   | 2  | 0  | 2   | 2   | —  | —  | —  | —  | —  |
|            | Utica Comets        | AHL        | 6   | 1  | 0  | 1   | 0   | —  | —  | —  | —  | —  |
| NHL totalt | NHL totalt          | NHL totalt | 70  | 9  | 2  | 11  | 14  | —  | —  | —  | —  | —  |
| AHL totalt | AHL totalt          | AHL totalt | 326 | 86 | 96 | 182 | 139 | —  | —  | —  | —  | —  |
| OHL totalt | OHL totalt          | OHL totalt | 228 | 58 | 72 | 130 | 76  | 45 | 10 | 22 | 32 | 31 |